# Nkrumah Secondary Teachers’ College
Mit Nkrumah Secondary Teachers’ College wurde eine frühe pädagogische Bildungseinrichtung in Sambia benannt.
Sie wurde als Kabwe Teachers Training College im Jahre 1967 in Kabwe gegründet, 1971 und anlässlich der offiziellen Eröffnung durch Präsident Kenneth Kaunda in Nkrumah Teachers College umbenannt. Das College ist die historische Vorläuferinstitution der existierenden staatlichen Kwame Nkrumah University (KNU). Das College wurde geschaffen, um Kurse für berufsvorbereitend auszubildende Studenten (Junior Secondary School Teachers) anzubieten, die sich auf zwei Wahl-Unterrichtsfächer der Klassenstufen 8–12 auf Diplomniveau spezialisieren konnten. Später wechselte der Name zu Nkrumah College of Education (NCE), ein staatliches College der Lehrerausbildung für Sekundarschulen in Sambia. Der Collegebereich ist gegenwärtig (2021) als School of Education neben drei weiteren Fakultätsbereichen eine organisatorische Struktureinheit der Universität.
Es arbeitet eng mit dem Copperbelt Secondary Teachers’ College zusammen und wird gemeinsam mit ihm durch einige Projekte gefördert.